# Larsemann Hills

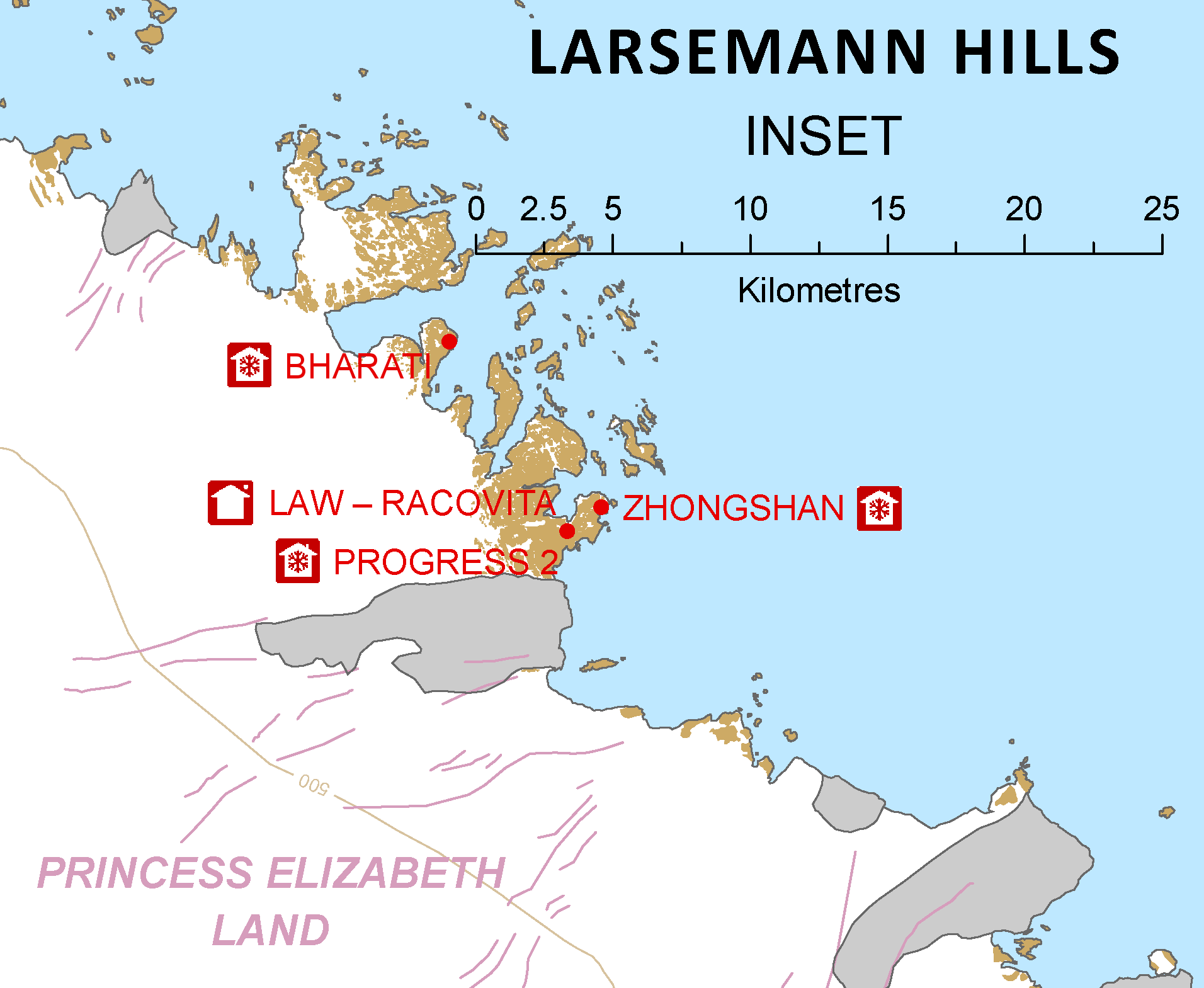
Mapa Larsemann Hills

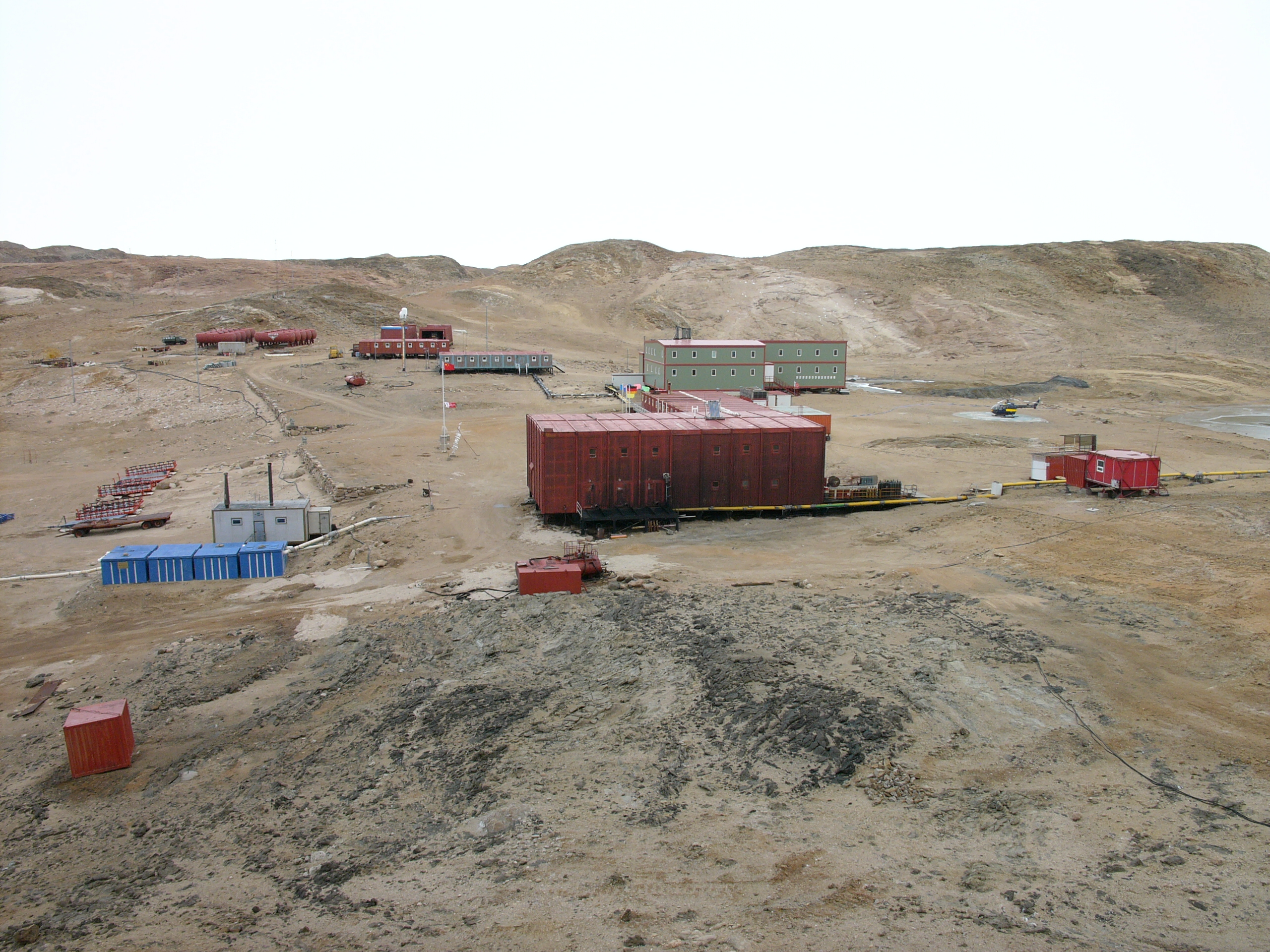
Chińska stacja Zhongshan wśród wzgórz oazy, lato 2007

Larsemann Hills – oaza antarktyczna na Ziemi Księżniczki Elżbiety na Antarktydzie.

## Położenie i historia
Oaza ta znajduje się na południowo-wschodnim brzegu Zatoki Prydza, mniej więcej w połowie drogi między Oazą Vestfold a skrajem Lodowcem Szelfowym Amery’ego, ma ona około 40 km². Tworzą ją niskie wzgórza, rozciągające się na przestrzeni 17 km na zachód od lodowca Dålk. Została odkryta w lutym 1935 roku przez kapitana Klariusa Mikkelsena ze statku wielorybniczego Thorshavn. Ludzie pojawiali się w oazie tylko sporadycznie aż do lat 80. XX wieku, obecnie w oazie znajdują się cztery stacje polarne: letnia rumuńsko-australijska baza Law-Racoviță, oraz trzy całoroczne: rosyjska Progress, chińska Zhongshan i indyjska Bharati. Prowadzone są w nich badania z zakresu m.in. meteorologii, sejsmologii i geomagnetyzmu. Prace terenowe w oazie dotyczą m.in. geologii, geomorfologii, glacjologii, hydrologii, limnologii i ekologii.

## Warunki naturalne
Oazę tę tworzą dwa główne półwyspy (Stornes na zachodzie i Broknes na wschodzie), cztery mniejsze i około 130 wysp; od południa ogranicza ją czoło lodowca. Niewiele jest w niej głazów narzutowych i moren, szczyty wzgórz są przeważnie nagie i silnie zerodowane. Półwysep Broknes jest jednym z niewielu obszarów Antarktyki, których nie objęło w całości ostatnie zlodowacenie, dzięki czemu zachował się na nim zapis osadów sięgający 130 tys. lat wstecz. W oazie znajduje się ponad 150 jezior, przeważnie słodkowodnych. Rośliny lądowe, pingwiny i foki występują rzadko, w rozpadlinach skalnych gnieżdżą się petrele śnieżne, a skuy są najczęściej spotykane w pobliżu zabudowań stacji.
Oazę Larsemann Hills obejmuje Szczególnie Zarządzany Obszar Antarktyki nr 6 (Larsemann Hills, East Antarctica). Półwysep Stornes, większy z dwóch, obejmuje Szczególnie Chroniony Obszar Antarktyki nr 174 (Stornes, Larsemann Hills, Princess Elizabeth Land) o powierzchni 21,13 km². Został on wyznaczony ze względu na unikalną geologię tego półwyspu i występowanie nietypowych minerałów (borokrzemianów i fosforanów); trzy z nich zostały po raz pierwszy opisane z tego półwyspu. W obszarze tym, jak i w pozostałej części Larsemann Hills, często występują weddelki arktyczne.